# Forêts humides du Napo
Localisation
Les forêts humides du Napo forment une écorégion terrestre définie par le Fonds mondial pour la nature (WWF), qui se situe autour du bassin du Río Napo en Amazonie, entre l'Équateur, le Nord du Pérou et le Sud de la Colombie. Elle appartient au biome des forêts de feuillus humides tropicales et subtropicales dans l'écozone néotropicale.

## Espèces endémiques
| Anoures                                                      | Anoures | Anoures | Anoures |
| ------------------------------------------------------------ | --- | --- | --- |
| Centrolenidae                                                | Dendrobatidae | Hylidae | Leptodactylidae |
| - Cochranella resplendens                                    | - Colostethus fugax - Colostethus sauli - Dendrobates duellmani - Dendrobates labialis - Epipedobates bilinguis - Epipedobates parvulus - Epipedobates zaparo | - Hyla alboguttata - Hyla albopunctulata - Nyctimantis rugiceps - Phyllomedusa hulli - Osteocephalus planiceps - Osteocephalus yasuni | - Eleutherodactylus delius - Eleutherodactylus librarius - Eleutherodactylus luscombei - Eleutherodactylus orphnolaimus - Eleutherodactylus paululus - Eleutherodactylus pseudoacuminatus - Ceratophrys testudo |
| Gymnophiones                                                 | | | |
| - Microcaecilia albiceps - Caecilia bokermanni               | | | |
| Urodèles                                                     | | | |
| - Bolitoglossa equatoriana                                   | | | |
| Squamates                                                    | | | |
| Colubridae                                                   | Gymnophthalmidae | Hoplocercidae | Polychrotidae |
| - Atractus arangoi - Liophis chrysostomus - Helicops petersi | - Ptychoglossus bilineatus - Euspondylus guentheri | - Enyalioides praestabilis | - Anolis scypheus |
| Oiseaux                                                      | | | |
| Piciformes                                                   | Piciformes | Passeriformes | Passeriformes |
| - Nonnula brunnea                                            | - Nonnula brunnea | - Hylopezus fulviventris - Cacicus sclateri - Percnostola arenarum - Pithys castanea - Herpsilochmus gentryi - Thamnophilus praecox   | - Hylopezus fulviventris - Cacicus sclateri - Percnostola arenarum - Pithys castanea - Herpsilochmus gentryi - Thamnophilus praecox                                                                             |
| Mammifères                                                   | | | |
| Rongeurs                                                     | Rongeurs | Primates | Primates |
| - Proechimys gularis - Proechimys quadruplicatus             | - Proechimys gularis - Proechimys quadruplicatus | - Saguinus tripartitus | - Saguinus tripartitus |